# WatchOS 6
watchOS 6 è la sesta versione del sistema operativo per Apple Watch sviluppato dalla Apple Inc. È stata presentata durante la Worldwide Developers Conference del giugno 2019. Lo stesso giorno ne è stata pubblicata la prima beta mentre l'arrivo per il pubblico è avvenuto in settembre. Il sistema ha esordito sull'Apple Watch Series 5.